# Kim Sands
Kim Sands (11 ottobre 1956) è un'ex tennista statunitense.

## Carriera
In carriera ha vinto un titolo di doppio, l'Avon Championships of Los Angeles nel 1981, in coppia con l'australiana Susan Leo.

## Statistiche

### Doppio

#### Vittorie (1)
| Numero | Anno | Torneo                                         | Superficie | Compagna  | Avversarie in finale        | Punteggio     |
| 1.     | 1981 | Avon Championships of Los Angeles, Los Angeles | Sintetico  | Susan Leo | Peanut Louie Marita Redondo | 6-1, 4-6, 6-1 |